# Elecciones presidenciales de Colombia de 1942
En 1942 se realizaron elecciones para Presidente de la República de Colombia.

## Candidatos
La siguiente es la lista de candidatos inscritos (por orden alfabético).
| Candidato | Candidato | Candidato                                      | Formación  | Cargos públicos |
| --------- | --------- | ---------------------------------------------- | ---------- | --- |
|           |           | Alfonso López Pumarejo 56 años                 | Empresario | - Ministro del Tesoro de Colombia (1926-1927) - Presidente de la República de Colombia (1934-1938)                        |
|           |           | Carlos Arango Vélez 45 años Disidencia liberal | Jurista    | - Alcalde de Bogotá (1922-1924) - Ministro de Guerra de Colombia (1931-1931) - Ministro de Guerra de Colombia (1935-1936) |

## Resultados
| Candidato a presidente | Partido o movimiento                       | Votos     |
| ---------------------- | ------------------------------------------ | --------- |
| Alfonso López Pumarejo | Partido Liberal                            | 673 169   |
| Carlos Arango Vélez    | Disidencia liberal (con apoyo conservador) | 474 637   |
| Total de votos         | Total de votos                             | 1 147 806 |

1. ↑  También recibió el apoyo del Partido Comunista Colombiano.

## Fuente
- Base de Datos Políticos de las Américas. (1999) Colombia: Elecciones Presidenciales 1826-1990. Georgetown University y Organización de Estados Americanos. En:  15 de febrero de 2000.

- Datos: Q3586523